# 궤도폭탄

궤도폭탄

NORAD의 조기경보레이더 페이브 포스의 탐지범위는 파란색, 탄도 미사일 조기 경보 시스템은 빨간색이다. 두 시스템의 보고는 콜로라도에 있는 샤이엔 산 공군 기지로 보내진다.

궤도폭탄(Fractional Orbital Bombardment System, FOBS)는 지구 저궤도를 따라 비행하는 핵미사일을 말한다. 부분궤도폭격체계라고도 번역하며, 그냥 영어 약자로 포브스라고도 부른다. 위성폭탄이라고도 한다.

## 역사
ICBM의 최고고도는 1200 km 인데, 이것은 미국의 NORAD 조기경보레이더에 탐지된다. 포브스는 곧 150 km 상공을 인공위성처럼 수평비행하다가 목표물 인근에서 궤도를 수정해 떨어진다. 조기경보레이더에 포착이 안된다.
특징은 다음과 같다.
- 포브스는 사거리 제한이 없다. ICBM은 사거리 제한이 있다.
- 포브스는 ICBM 보다 낮게 비행하기 때문에 10분 정도 보다 빨리 목표물을 공격할 수 있다.
- 포브스의 탄두중량은 ICBM 보다 1/2-1/3 수준이다.
- 포브스의 CEP 명중률은 ICBM 보다 떨어진다.

## 북한
저고도로 발사한 뒤 지구를 완전히 한 바퀴 돌아 궤도 이동용 역추진 로켓을 이용해 목표를 향해 강하 공격하는 방식으로 구 소련이 실험에 성공한 것으로 알려져 있다. 어느 곳이 공격 대상이 될지 공격 개시 전까지 알 수 없어 대응이 어렵다.
이언 윌리엄스 전략국제문제연구소(CSIS) 미사일방어 프로젝트 부국장은 미 본토의 미사일 방어체계가 알래스카 등 북극을 향해 쏘는 미사일을 염두에 두고 배치된 점을 감안할 때 북한이 언급한 무기가 남극 쪽에서 강하하는 부분궤도 폭격체계(FOBS)일 경우, 사실상 대응 가능한 조기경보체계가 없다고 말했다.

## 같이 보기
- 중화인민공화국의 대량살상무기